# Salcedia robusta
Salcedia robusta (лат.) — вид жуков-жужелиц из подсемейства скариты (Scaritinae, триба Salcediini).

## Распространение
Африка, Малави, Мозамбик.

## Описание
Мелкие жужелицы. Длина тела около 4 мм, ширина около 1 мм. От близких видов отличается крупными размерами, удлиненным контуром надкрылий с максимальной шириной в середине и переднеспинкой с тремя дополнительными валиками, из которых внутренний боковой киль отчетливо укорочен, а наружный боковой киль слегка укорочен спереди и сзади. Псевдохумерус почти прямоугольный с бугорком по краю, не выступающим в виде зуба. Антенномеры удлиненные. От схожих видов Salcedia schoutedeni, Salcedia nigeriensis и Salcedia baroensis отличается по 8-10 бугоркам у бокового края переднеспинки. Кроме того, в отличие от всех других видов, два парамедианных киля переднеспинки заметно приподняты с грубо скульптированными бугорками, которые отчетливо прерываются двумя глубокими щелевидными выемками. Тело овальное удлинённое, основная окраска серая и землистая. Голова и переднеспинка вентрально с каналом для вложения усиков. Переднеспинка с двумя заметно приподнятыми продольными килями посередине. Надкрылья с несколькими продольными острыми килями. Голени килевидные. Голова, переднеспинка и задняя часть тела плотно и точно соединяются в положении покоя, защищая межсегментные связи.

## Таксономия
Вид был впервые описан в 2020 году швейцарским колеоптерологом Michael Balkenohl (Naturhistorisches Museum Bern, Берн, Швейцария). Видовое название дано по признаку грубоморщинистого телосложения.